# Tansen

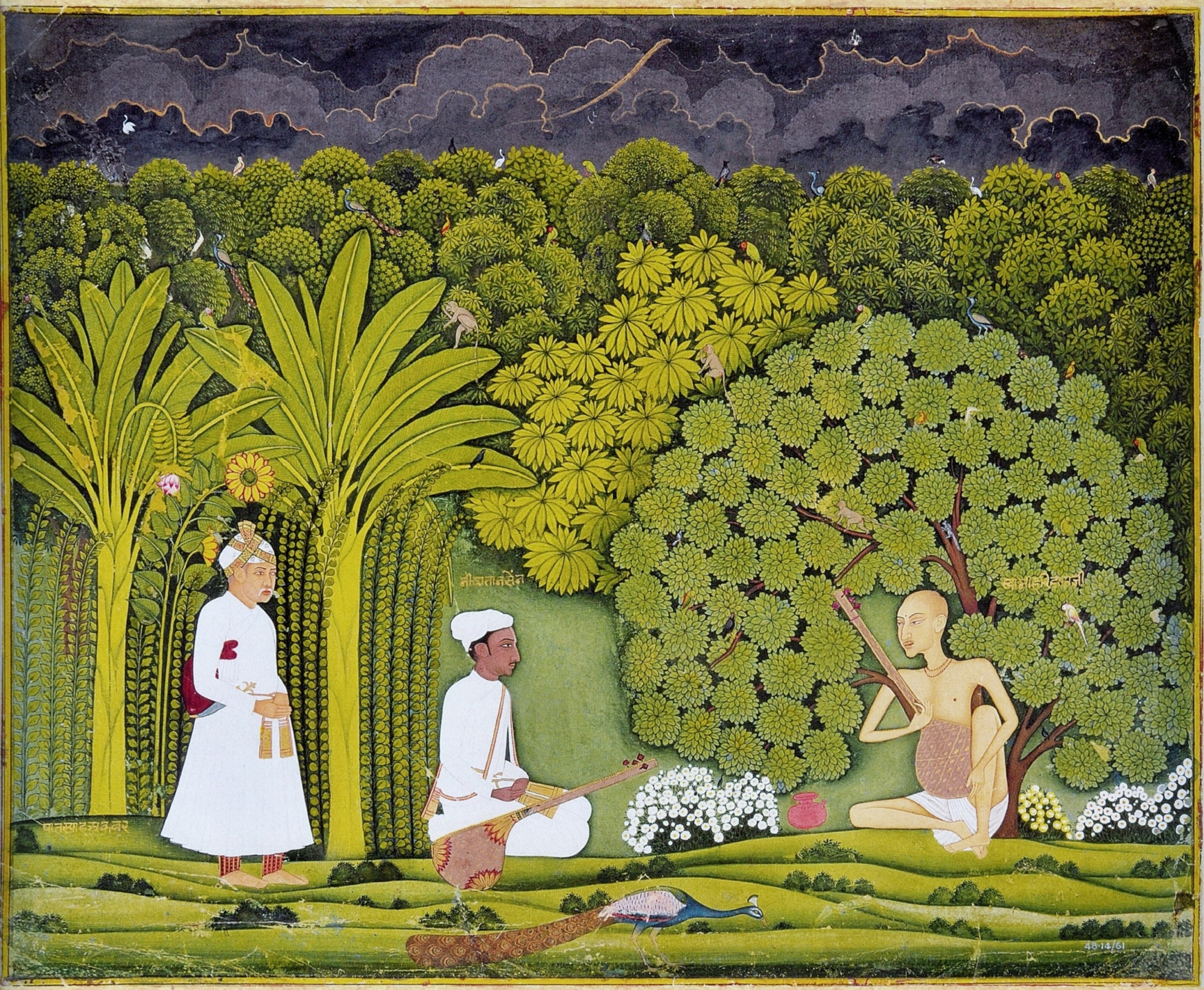
Tansen uczy się od Swamiego Haridasa w obecności cesarza Akbara.

Tansen (hindi: तानसेन), właściwie Miyan Tansen lub Ramtanu Pandey – indyjski muzyk i kompozytor, uważany za jednego z największych w historii muzyki hindustańskiej. Słynął jako niezwykle utalentowany wokalista, lecz również ulepszył i spopularyzował na terenie subkontynentu indyjskiego rubab pochodzący z Azji Środkowej.
Urodził się w rodzinie bramińskiej. Był uczniem legendarnego kompozytora i mistrza dhrupadu, Haridasa. Pod wpływem Haridasa zaczął tworzyć teksty nie tylko w sanskrycie, lecz również w języku miejscowym, co było typowe dla ówczesnego ruchu bhakti.
Działał na dworze cesarza mogolskiego Akbara, na którym był uważany za jeden z „dziewięciu klejnotów” (nawa ratna). Scalając tradycje indyjskiej muzyki klasycznej i elementy muzyki perskiej położył podwaliny pod powstanie odrębnego nurtu w muzyce, określanego dziś jako muzyka hindustańska (ang. Hindustani classical music).